# Ivar Otto Bendixson
Ivar Otto Bendixson (Stoccolma, 1º agosto 1861 – Stoccolma, 29 novembre 1935) è stato un matematico svedese.

## Biografia
Ivar Otto Bendixson è nato il 1º agosto 1861 a Djurgårdsbrunn, Stoccolma, Svezia, da una famiglia medio-borghese. Suo padre, Vilhelm Emanuel Bendixson, era un mercante, sua madre era Tony Amelia Warburg. Si è diplomato a Stoccolma il 25 maggio 1878.
Il 13 settembre 1878 entrò nell'Istituto Reale di Tecnologia di Stoccolma. Nel 1879 Bendixson si trasferì all'Università di Uppsala, specializzandosi il 27 gennaio 1881. La sua carriera universitaria proseguì presso il neo-aperto College Universitario di Stoccolma, dopo di cui conseguì il dottorato presso l'Università di Uppsala il 29 maggio 1890 all'età di 28 anni.
Il 10 giugno 1890 Bendixson fu assunto come docente presso il College Universitario di Stoccolma, lavorando inizialmente come assistente di analisi matematica, dal 5 marzo 1891 al 31 maggio 1892. La sua carriera proseguì con la cattedra di calcolo e algebra. Durante i primi anni di insegnamento sposa Anna Helena Lind, il 19 dicembre 1887, figlia del banchiere Johan Lind.
Nel 1889 Bendixson sostituì il professore di Matematica pura presso l'Istituto Reale di Tecnologia, sede in cui fu promosso professore il 26 gennaio 1900. Il 16 giugno 1905 divenne professore di Analisi matematica avanzata presso il College universitario di Stoccolma, di cui diviene rettore dal 1911 al 1927.
Per i suoi meriti e contributi, Bendixson ricevette molti premi, incluso un dottorato onorario il 24 maggio 1907.
Con il proseguire della sua carriera, Bendixson si interessò anche alla politica. Noto per le sue idee di sinistra, partecipò personalmente divenendo capo di una commissione per il sostegno a studenti bisognosi. Fu anche membro di altre commissioni, tra cui il comitato che investigò sul sistema elettorale proporzionale in Svezia nel 1912-1913. Grazie ai suoi studi matematici, il suo contributo fu d'aiuto ai lavori della commissione.

## Successi scientifici
Bendixson cominciò inizialmente come puro matematico, ma nel corso della sua carriera prese anche in considerazione problemi di matematica applicata. La sua prima opera di ricerca fu sulla Teoria degli insiemi e sui Fondamenti di matematica, seguendo le idee introdotte da Georg Cantor. Importanti risultati della sua attività di ricerca si riscontrano nella topologia generale. Da studente Bendixson divenne famoso per aver provato che ogni insieme chiuso non numerabile può essere partizionato in un insieme perfetto (trovato applicando la derivata di Bendixson all'insieme originale) e in un insieme numerabile. Diede inoltre ulteriori contributi quando diede un esempio di un insieme perfetto che è totalmente disconnesso.
Per quanto riguarda la soluzione di un'equazione polinomiale con radicali, Bendixson estese il contributo fornito da Niels Henrik Abel dimostrando che tale metodo potesse essere utilizzato per descrivere precisamente quale equazione possa essere risolta da radicali.
Ma il maggior contributo dell'attività di ricerca di Bendixson fu l'analisi di curve integrali di equazioni differenziali al primo ordine, in particolare lui studiò il comportamento delle curve integrali in un intorno di un punto singolare. Il Teorema di Poincaré-Bendixson, che afferma che una curva integrale che non termina in un punto singolare ammette un ciclo limite, fu per la prima volta provato da Henri Poincaré, ma una dimostrazione più rigorosa fu data da Bendixson nel 1901.